# Escrime en Estonie
En Estonie, la pratique de l'escrime sportive est assez récente, née sous l'Union soviétique, dans les années 1950. L'Estonie est une nation qui, du fait de sa faible démographie, donc d'un réservoir d'escrimeurs limité, réussit à s'imposer en se spécialisant dans une seule arme, l'épée, à l'image de l'Azerbaïdjan au sabre. Malgré sa petite taille, elle produit un nombre important d'escrimeurs de haut niveau.

## Histoire
L'introduction de l'escrime sportive en Estonie suit de près celle de l'URSS : avant-guerre, l'escrime sportive demeure un sport étranger et aucun représentant de l'Empire russe puis de la jeune Union soviétique ne participe aux principales rencontres internationales que sont les Jeux olympiques et les championnats internationaux se déroulant tous les ans. C'est au début des années 1950 que le maître d'armes estonien Endel Nelis fonda le club En Garde d'Haapsalu, marquant le début de l'Histoire de l'escrime en Estonie. Le destin de cette dernière est intimement lié, bien entendu, à celui de l'URSS, qui s'affirme comme une force majeure de la discipline, aux côtés des nations dominantes des origines (l'Italie, la France ou la Hongrie).
La partition de l'URSS demande un temps d'adaptation à l'escrime estonienne, qui se retrouve privée de maîtres d'armes et d'escrimeurs partis en Russie et choisit de se restructurer autour d'une seule arme, l'épée. Elle commence le processus de spécialisation très tôt : en 1991, elle abandonne l'enseignement des deux autres armes. Cette politique porte très tôt ses fruits : dès 1993, l'Estonie décroche son premier titre mondial grâce à Oksana Iermakova. Le départ de cette dernière pour la Russie, en 1998, est un coup dur. Mais, portées par Kaido Kaaberma ou Irina Embrich, les équipes estoniennes demeurent compétitives.

## Organisation
L'escrime est régie par la Fédération Estonienne d'Escrime, membre de la Confédération européenne d'escrime, elle-même sous l'autorité de la Fédération internationale d'escrime. Elle dispute, naturellement, les championnats d'Europe d'escrime, les championnats du monde d'escrime et les Jeux olympiques le cas échéant. La fédération estonienne est responsable de l'organisation du Glaive de Tallinn, un tournoi d'épée masculine comptant pour la coupe du monde d'escrime.
En Estonie, onze associations sportives permettant la pratique de l'escrime sont affiliées au comité olympique estonien, dont huit sont localisées dans la capitale, Tallinn (les trois restantes étant partagées entre Tartu, Haapsalu et Narva). Quatre d'entre eux sont des associations multisports. Parmi ces clubs, aucun n'est doté d'une section fleuret ou sabre, il n'est donc possible de pratiquer que l'épée et la formation de jeunes tireurs n'est possible que dans cette arme. C'est cette spécialisation qui permet à l'Estonie de tirer le meilleur parti d'un vivier de tireurs très limité. Malgré l'augmentation du nombre de structures et la diffusion spatiale accrue avec l'ouverture d'un club à Narva, le nombre de pratiquants est en très forte diminution (442 en 2017, en forte baisse par rapport aux 553 licenciés en février 2015, environ 125 fois moins qu'en France).
La liste des structures permettant la pratique de l'escrime en Estonie en juin 2017. Entre parenthèses, le nombre de licenciés, hommes et femmes, toutes catégories confondues, dans chaque club et leur localisation.
- Eesti Spordiselts Põhjakotkas (34), Tallinn[5]
- Irina Embrichi vehklemisklubi IREM (9), Tallinn[6]
- MTÜ Florett (21), Narva[7]
- SBSK Draakon (32), Tallinn[8]
- Spordiklubi Epee Team (3), Tallinn[9]
- Spordiklubi Le Glaive (18), Tallinn[10]
- Tartu Spordiselts "Kalev" (103), Tartu[11]
- Vehklemisklubi En Garde (15), Haapsalu[12]
- Vehklemisklubi Musketär (3), Tallinn [13]
- Vehklemisklubi Rünnak (28), Tallinn [14]
- Vehklemisklubi Tallinna Mõõk (186), Tallinn [15]

## Résultats internationaux
Le tableau suivant décompose le nombre de médailles obtenues par les ressortissants estoniens dans les grands rendez-vous internationaux ainsi qu'au classement général de la coupe du monde. Toutes ces médailles ont été obtenues à l'épée uniquement. La compétition la plus prolifique pour l'équipe d'Estonie sont les championnats du monde 2013, à Budapest, durant lesquels Nikolai Novosjolov et Julia Beljajeva ont réalisé un doublé en remportant les deux épreuves individuelles à l'épée.
| Compétition           | Or | Argent | Bronze | Total |
| Jeux olympiques d'été | 1  | 0      | 1      | 2     |
| Championnats du monde | 5  | 6      | 6      | 17    |
| Championnats d'Europe | 3  | 9      | 9      | 21    |
| Coupe du monde        | 1  | 3      | 2      | 6     |

## Popularité
La pratique de l'escrime est accessible à un nombre très limité de personnes, en raison du peu de structures disponibles, majoritairement localisées dans un contexte urbain. Le nombre de licenciés reste donc modeste, loin de ceux du football et de la gymnastique, principaux sports en nombre de licenciés en Estonie. Sa popularité auprès du grand public est contrastée, mais progresse, comme l'illustre le film Le Maître d'escrime, inspiré de la vie d'Endel Nelis. Cette production finno-estonienne issue de l'agence de production estonienne Allfilm, nommée pour la 88e cérémonie des Oscars dans la catégorie du meilleur film en langue étrangère, a reçu des critiques généralement positives.
Les escrimeurs de haut niveau, en revanche, jouissent d'une relative popularité et d'une grande reconnaissance de la part du milieu sportif national, qui leur décerne régulièrement la distinction honorifique de personnalité sportive estonienne de l'année ou d'équipe nationale sportive de l'année : six escrimeuses ont reçu cette distinction depuis 1993, la dernière étant Erika Kirpu en 2014, et deux escrimeurs, dont Nikolai Novosjolov à deux reprises, enfin, l'équipe nationale dame a reçu cet honneur quatre fois, à égalité avec leurs homologues masculins.

## Personnalités notables liées à l'escrime en Estonie
Liste non exhaustive
| Tireur | Tireur             | Accomplissements |
| ------ | ------------------ | --- |
|        | Nikolai Novosjolov | Double champion du monde en individuel à l'épée (2010, 2013) et vice-champion du monde en individuel (2017) et par équipes (2001). Double médaillé d'argent (individuel et par équipes) aux championnats d'Europe. Vainqueur de la coupe du monde d'escrime en 2012, second en 2013, troisième en 2010. |
|        | Julia Beljajeva    | Championne du monde en individuel en 2013, par équipes en 2017 et vice-championne du monde par équipes en 2014. Championne d'Europe par équipes en 2013, médaille d'argent par équipes en 2015 et de bronze par équipes en 2012. Championne olympique par équipes en 2021.                              |
|        | Oksana Iermakova   | Championne du monde en individuel en 1993 sous les couleurs de l'Estonie. Nommée sportive estonienne de l'année en 1993. Change de nationalité sportive en 1998 pour la Russie, avec laquelle elle remporte deux médailles d'or olympiques, un titre mondial et trois titres de championne d'Europe.    |
|        | Irina Embrich      | Championne du monde par équipes (2017) et triple médaillée d'argent dont une fois en individuel (2006). Championne d'Europe par équipes en 2013. Championne olympique par équipes en 2021. |
|        | Katrina Lehis      | Championne d'Europe en individuel en 2018. Première Estonienne, hommes et femmes confondues, médaillée aux Jeux olympiques en escrime (bronze individuel, Tokyo 2021). Meneuse de l'équipe d'Estonie championne olympique la même année.                                                                |
|        | Endel Nelis        | Maître d'armes ayant initié la pratique de l'escrime en Estonie dans les années 1950. A inspiré le film de 2015 Le Maître d'escrime. |